# Yumani
Yumani är en ort i Bolivia.   Den ligger i departementet La Paz, i den västra delen av landet, 500 km nordväst om huvudstaden Sucre. Yumani ligger 3 972 meter över havet och antalet invånare är 2 500. Den ligger vid sjön Lago de Huiñaymarca.
Terrängen runt Yumani är varierad. Yumani ligger uppe på en höjd. Trakten är glest befolkad. Närmaste större samhälle är Copacabana, 16,6 km söder om Yumani. 